# Acronicta anceps
Acronicta anceps är en fjärilsart som beskrevs av Turner 1944. Acronicta anceps ingår i släktet Acronicta och familjen nattflyn. Inga underarter finns listade i Catalogue of Life.